# 岐阜農政事務所
岐阜農政事務所（ぎふのうせいじむしょ）は、農林水産省の地方支分部局である東海農政局の出先機関だった。
2011年（平成23年）9月1日施行の「農林水産省設置法の一部を改正する法律」によって廃止された。
食用ではない米を主食用などとして転売したことで2007年（平成19年）に違約金を払わされた企業が、不当だとして違約金の返還を求めた裁判で、2012年（平成24年）に岐阜地裁の判決が下り、裁判長は、岐阜農政事務所側が契約の際、企業の買い受け資格を確認せずに売った怠慢を認めた。
業界では有名な食肉卸小売会社がブランド肉「飛騨牛」の等級を偽わったりして販売していたことが2008年（平成20年）に明らかになった事件では、岐阜農政事務所はたびたびあった内部告発に十分な対応をしなかった。

## 組織
- 岐阜地域センター（岐阜県岐阜市中鶉）
- 高山地域センター（岐阜県高山市上岡本町）